# 淺水灣道
淺水灣道（英語：Repulse Bay Road）是香港南區的一條主要道路，呈南北走向。北起黃泥涌峽道，經紫羅蘭山山腰落山至淺水灣海灘，南接舂磡角道及赤柱峽道。也是去淺水灣必經之路，全長5.3公里。由於路段途經淺水灣泳灘，所以因此得名。

## 歷史
淺水灣道於香島道交界以南的一段，歷史上屬於群帶路的其中一段，早於香港開埠前便已存在，也是舊香島道的一部份。而香島道交界以北的通往黃泥涌峽的一段，則於1924年通車，其時香港上海大酒店在淺水灣開辦淺水灣酒店，並經營巴士線由中環經此段淺水灣道往返淺水灣，惟這段道路於 1932年10月7日才被正式命名為淺水灣道。到了1961年，香島道被分拆成八段，淺水灣的一段被併入淺水灣道。

## 使用情況
每逢假日及泳季，到會吸引不少遊客及泳客到訪此地，此路必定車水馬龍，同時更易導致駕車往來赤柱之香港仔、鴨脷洲和黃竹坑居民完全不便。其中淺水灣道東段至舂磡角部份路段頗窄，若兩架重型車輛並行時只可以勉強通過。

## 著名地點
- 淺水灣泳灘
- 鎮海樓公園

## 交匯道路
- 深水灣道
- 黃泥涌峽道
- 麗景道
- 香島道
- 麗景道
- 海灘道
- 南灣道
- 赫蘭道
- 舂磡角道
- 赤柱峽道

## 私人屋苑及房屋

### 屋苑
- 21號：冠園
- 41號：南山別墅
- 43號：雙溪
- 45號：明慧園
- 63號：Manhattan Tower
- 67號：怡峰
- 108號：Pulsa
- 109號：影灣園

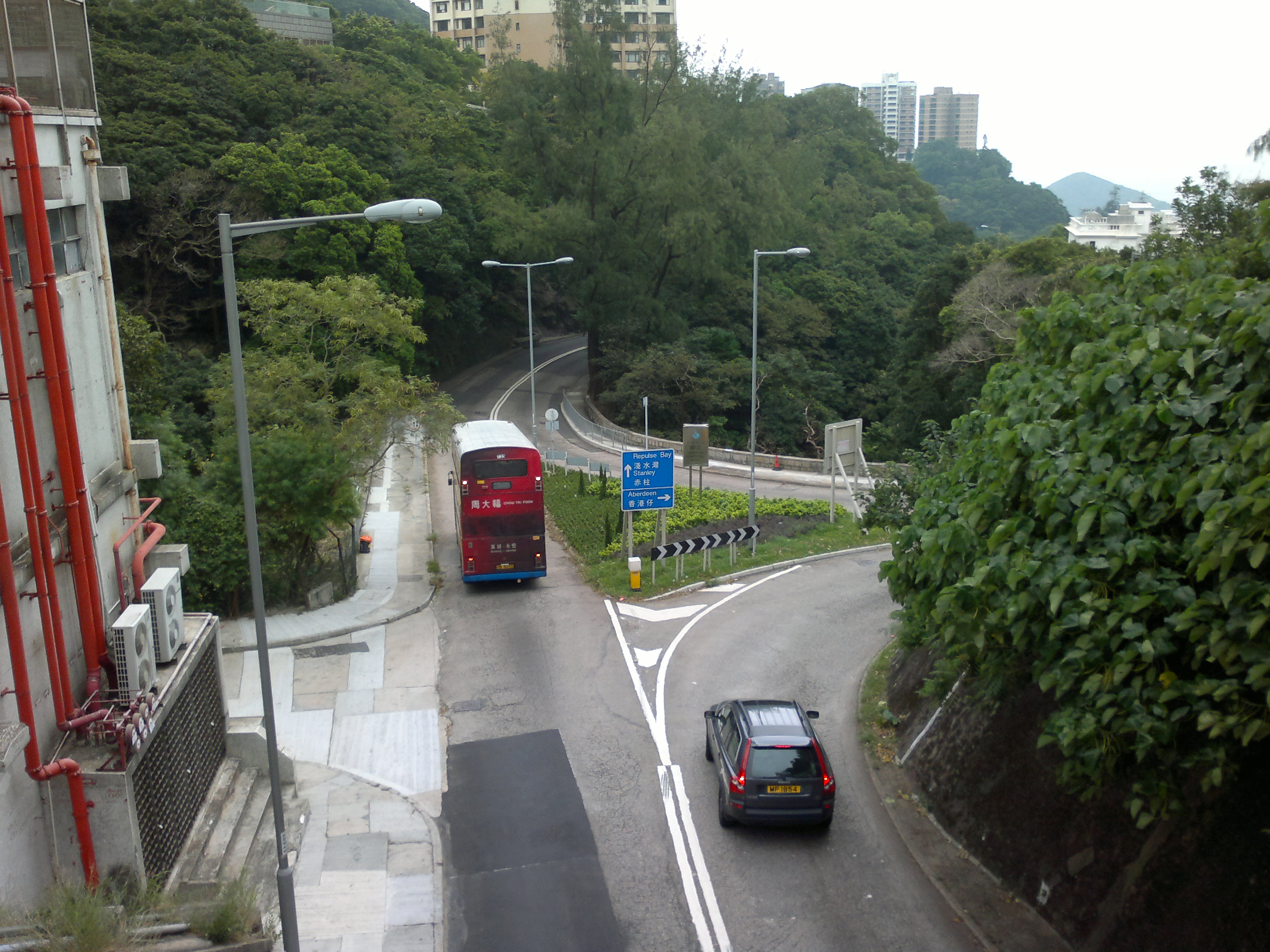
淺水灣道近黃泥涌峽

- 115號：Repulse Bay Mansions
- 121號：明苑
- 129號：百合花

### 獨立屋
淺水灣道是許多香港富豪和名人的住所所在。當中包括：
- 1號：澳門賭王何鴻燊女兒何超賢，原址是黃泥涌峽警署（Wong Nai Chung Gap Police Station）[1]，1941年12月19日的香港保衛戰期間，駐港英軍和侵入香港的日本皇軍圍繞這座在淺水灣道1號的建築物爆發激烈的爭奪戰[2]。
- 4號：澳門立法會議員, 賭王何鴻燊四姨太梁安琪
- 12號Estrellita：新世界發展主席鄭裕彤家族
- 16號：梁劉柔芬
- 20號：德昌電機主席汪穗中
- 38號：信和置業
- 47號：第一集團
- 50號：楊海成
- 75號：Carl Yung Ming-jie
- 90號：90 Repulse Bay Road：提供11幢洋房
- 90號：7號屋 黃大發
- 90號：8號屋 熊大喜
- 92號：資本策略及泛海國際
- 94號：廖寶珊家族地盤面積約29909方呎，發展地積比率為0.9倍，可建樓面26918方呎
- 99號：李錦記家族
- 89號：梁亮勝
- 110號：莎莎主席郭少明與妻子羅桂珍[3]

## 參看
- 淺水灣
- 香港海灘
- 黃泥涌峽
- 深水灣道
- 香島道